# RCN Nuestra Tele Internacional
RCN Nuestra Tele Internacional (anciennement connu sous le nom TV Colombia et RCN Nuestra Tele) est une chaîne de télévision payante internationale colombienne appartenant à Grupo RCN, une filiale de Organización Ardila Lülle. 
En août 2017, la commission nationale des télécommunications du Venezuela a censuré la diffusion de plusieurs chaînes colombiennes dont RCN Nuestra Tele. Le groupe RCN dénoncera de « graves violations de la liberté de la presse et d'expression au Venezuela ».

## Logotypes

Logo utilisé pour TV Colombia de 2011 à 2012.
Logo utilisé de 2016 à 2018.
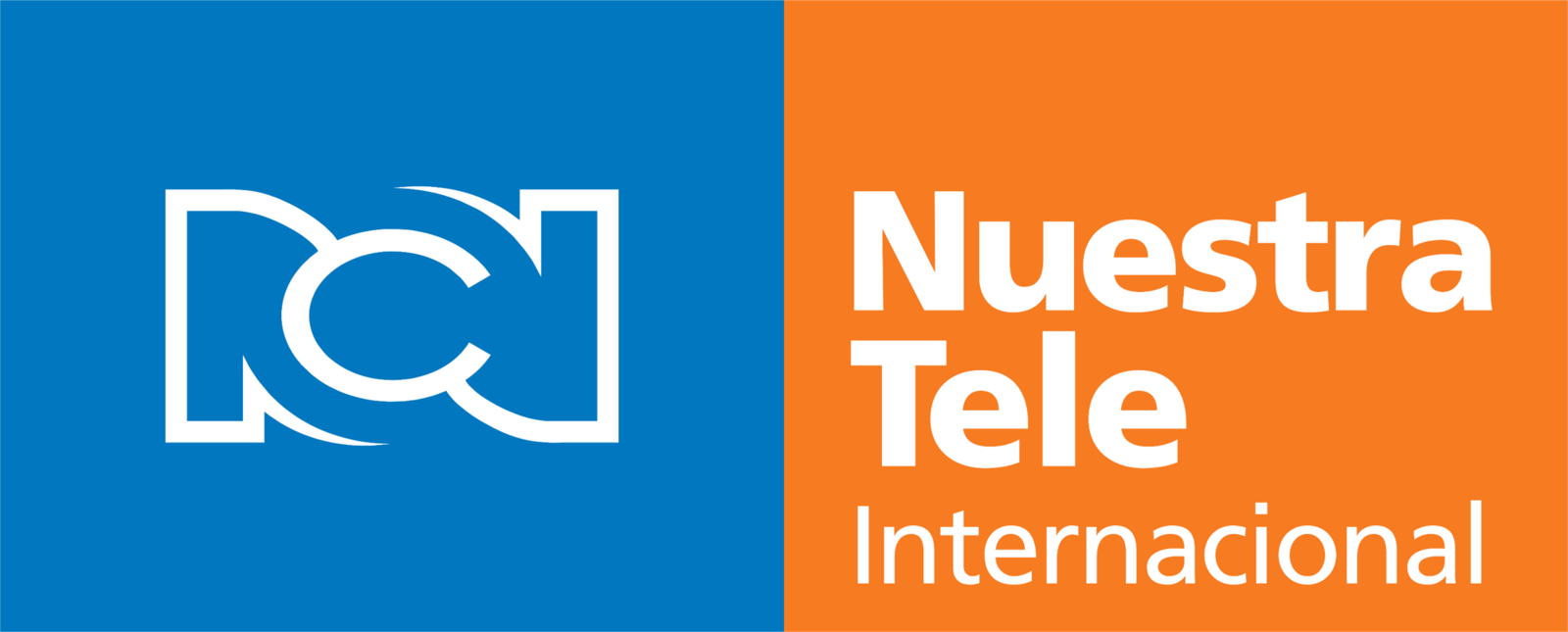
Logo utilisé de 2018 à 2019.